# Zespół Pieśni i Tańca „Lublin” im. Wandy Kaniorowej
Zespół Pieśni i Tańca Lublin im. Wandy Kaniorowej (pot. Kaniorowcy) został założony w 1948 przez Wandę Kaniorową.
Zespół stanowi ewenement artystyczno-organizacyjny nie tylko wśród polskich grup folklorystycznych, ale i na europejskim rynku tego gatunku sztuki. Powstał w 1948 roku, jako jeden z pierwszych zespołów folklorystycznych w Polsce po II wojnie światowej.
Założycielem zespołu jest Wanda Kaniorowa. W okresie swojego istnienia przez zespół przewinęło się około 35 000 członków. Wychowankowie pracują w różnych zawodach zajmując odpowiedzialne stanowiska. Są pracownikami naukowymi, nauczycielami, lekarzami, artystami i animatorami kultury, kontynuując swe młodzieńcze pasje i zainteresowania zapoczątkowane w Zespole. O walorach Zespołu mogli przekonać się nie tylko widzowie w kraju, ale i na świecie.
Zespół koncertował w Ameryce Północnej, Południowej, Afryce, Azji i krajach Bliskiego i Dalekiego Wschodu, przed kamerami TV: Nowego Jorku, Moskwy, Paryża, Londynu, Amsterdamu, Brukseli, Rzymu, Genewy, Tokio, Berlina, Wiednia, Portoryko, Damaszku, Ułan Bator, Pragi, Ankary, Madrytu, Montrealu, São Paulo, Włochy, Belo Horizonte i Osaki.
Jest laureatem wielu Międzynarodowych Festiwali Folklorystycznych.
Od 2005 roku do końca lutego 2018 roku dyrektorem zespołu był Jan Twardowski.